# Джексон, Уильям Годфри
Сэр Уильям Годфри Фозергилл Джексон (англ. Sir William Godfrey Fothergill Jackson; 28 августа 1917, Блэкпул, Ланкашир, Великобритания — 12 марта 1999, Суиндон, Уилтшир, Великобритания) — британский государственный и военный деятель, губернатор Гибралтара (1978—1982).

## Биография
Окончил Королевскую военную академию в Вулидже, затем получил высшее техническое образование в Королевском колледже в Кембридже. В 1937 г. стал королевским инженером. Участник Второй мировой войны — участвовал в военных действиях в Норвегии, в Северной Африке (в операции «Факел»), затем — в Италии.
- 1945—1948 гг. — в составе британских Вооружённых сил на Дальнем Востоке,
- 1948—1956 гг. — инструктор штабного колледжа в Кэмберли. Автор нескольких книг по истории военной тактики,
- 1956—1958 гг. — адъютант генерала-квартимейстера по эксплуатации Суэцкого канала, участвовал в подавлении повстанческого движения в Малайе,
- 1960—1964 гг. — в министерстве обороны, заместитель начальника штатно-организационного управления,
- 1965 г. — обучался Имперском колледже Лондона,
- 1968—1970 гг. — помощник начальника Генерального штаба,
- 1970—1972 гг. — главнокомандующий Северного командования,
- 1973—1977 гг. — генерал-квартирмейстер, осуществил перевод значительной части военных учреждений за пределы Лондона,
- 1978—1982 гг. — губернатор Гибралтара.

Автор британский официальной истории Средиземноморья и Ближнего Востока, которая была опубликована в трёх частях в 1984, 1987 и 1988 гг., истории Гибралтара (1988).